# Plateau des Gras de Labeaume
Le plateau des Gras de Labeaume est la section du plateau des Gras, lequel est situé à l'est des monts d'Ardèche entre les gorges de la Beaume au sud et celles de la Ligne au nord, sur les communes de Labeaume, Rosières, Laurac-en-Vivarais, Montréal et Saint-Alban-Auriolles dans le département de l'Ardèche.
Le nom de Gras est donné à diverses parties du plateau, comme les Gras de Chapias ou le plateau des Gras au sud des gorges de la Beaume ou encore, au-delà des gorges de la Ligne au nord, les Gras de Chauzon.

## Description
Les Gras de Labeaume représentent une section très homogène du plateau calcaire de Gras. Les coteaux marneux du rebord nord et nord-ouest du plateau présentent des paysages originaux, tant pour le relief avec ses ravins profondément érodés, que pour la flore et la faune. 

## Statut
Cette partie du plateau des Gras, soit 1 960 hectares, est protégée spécifiquement par la zone naturelle d'intérêt écologique, faunistique et floristique (ZNIEFF) continentale de type 1 de la « Garrigue de la Beaume à la Ligne ».
D'autres protections s'appliquent sur cette zone, dont la zone spéciale de conservation (ZSC) du « Bois de Païolive et Basse Vallée du Chassezac  ».

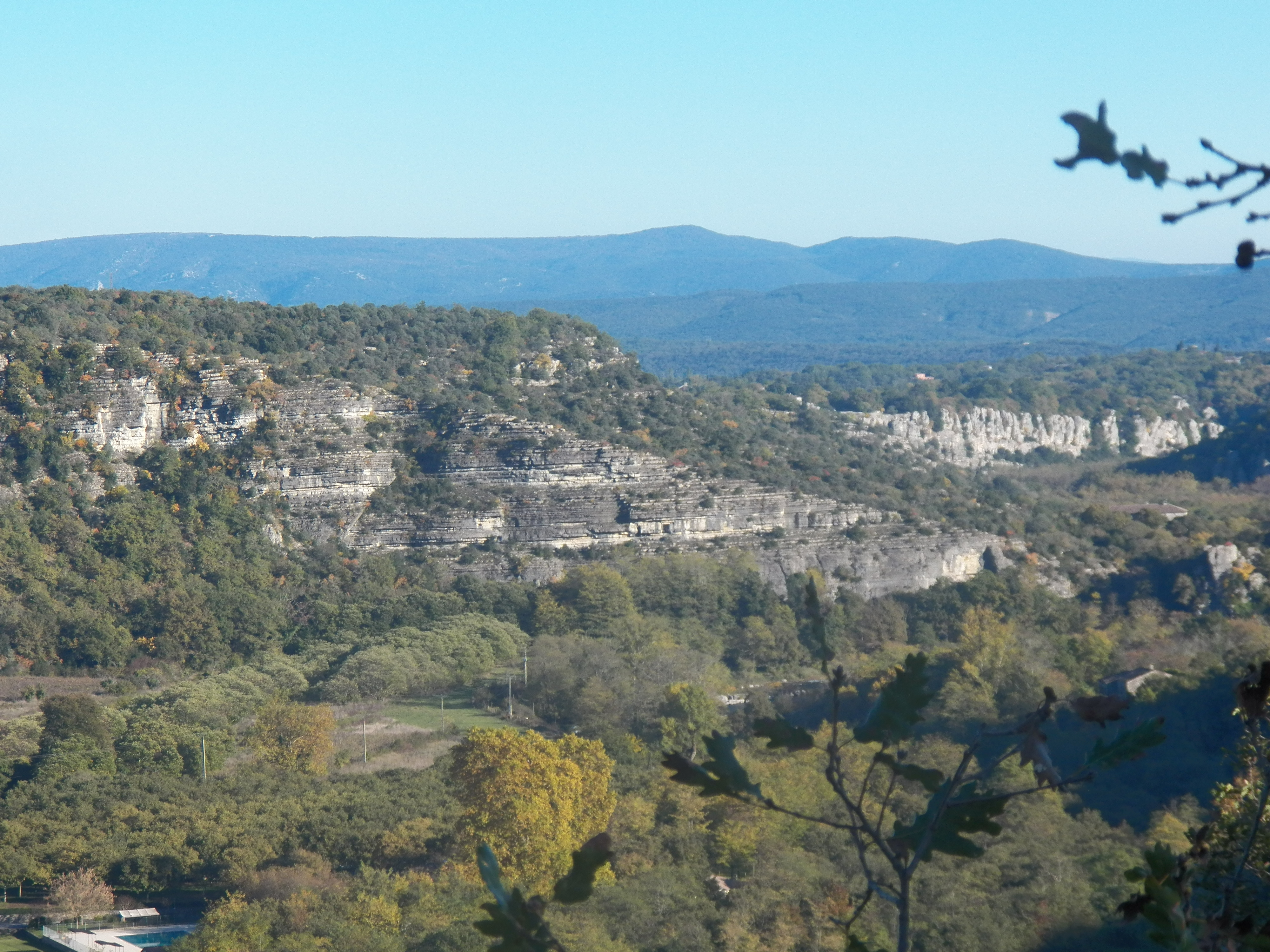
Vue à partir des Grads de Joyeuse
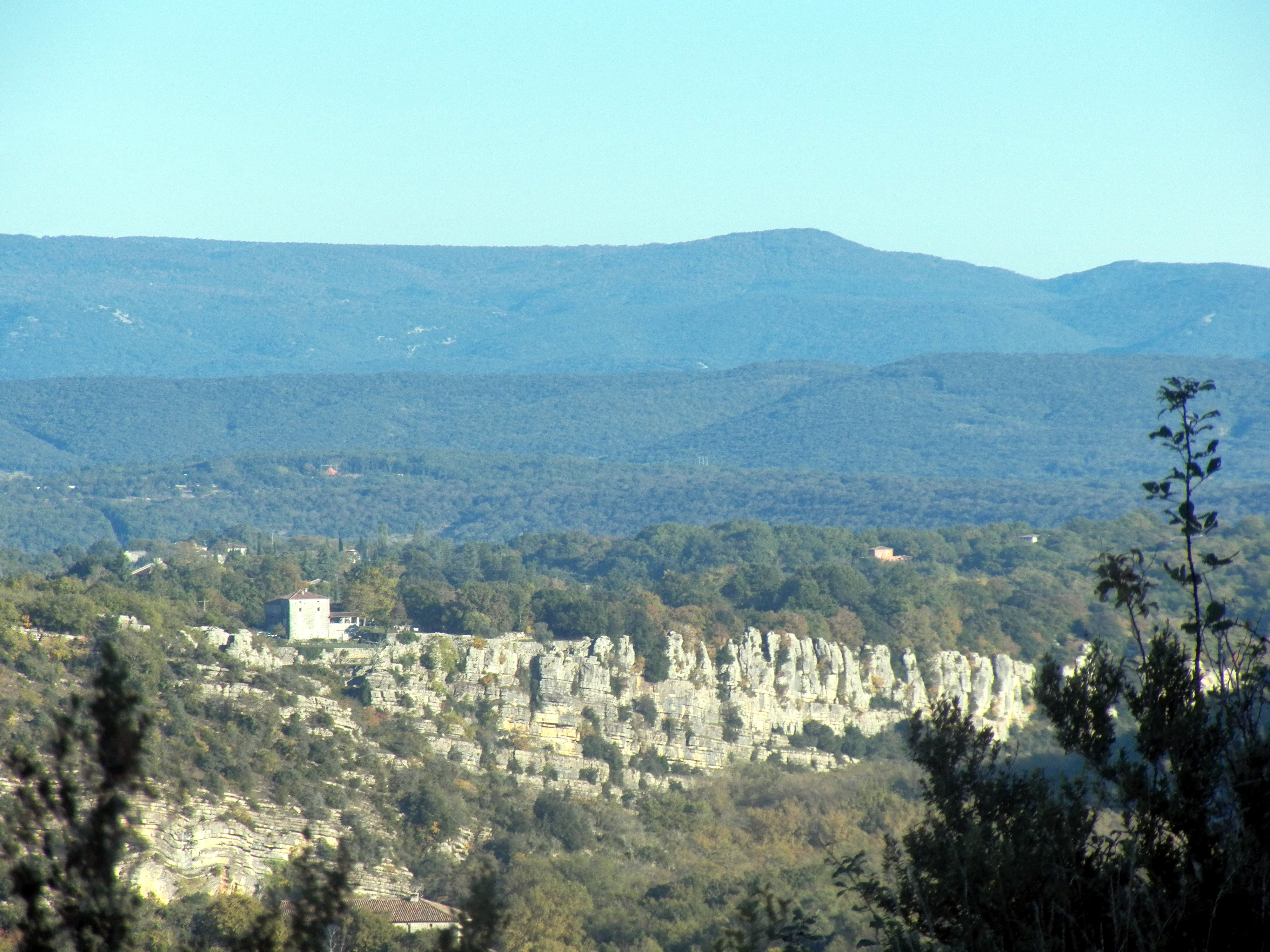
Vus des grads de Joyeuse
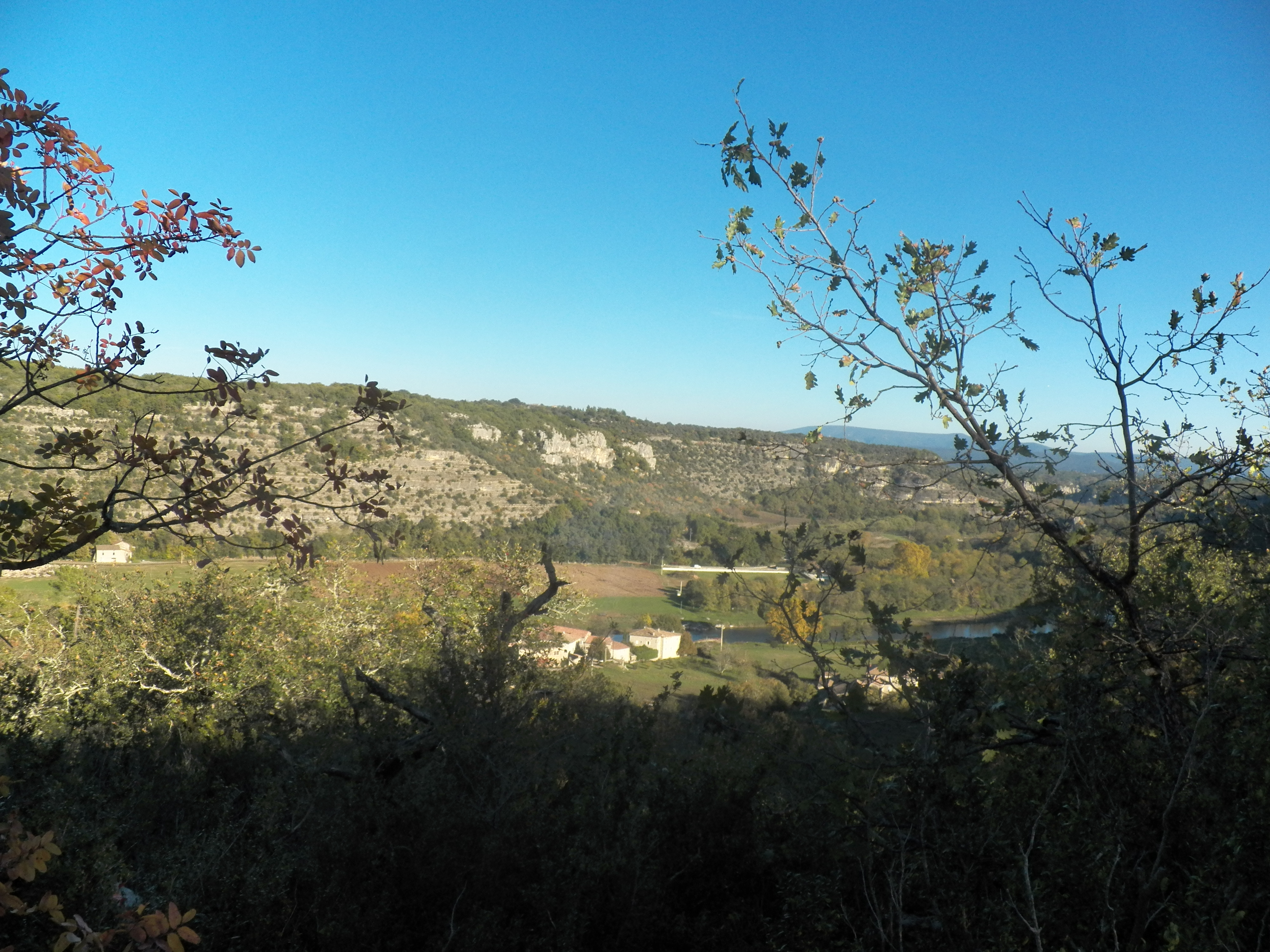
Vus des Grads de Joyeuse

## Archéologie
Les Gras de Labeaume, occupés à l'époque préhistorique, comptent de nombreux dolmens datant principalement du IIIe millénaire av. J.-C.

## Flore
Le plateau supporte des pelouses à Brachypode rameux (Brachypodium ramosum) et à Brome dressé (Bromus erectus), des garrigues à Genévrier oxycèdre (Juniperus oxycedrus ou Cade) et Buis (Buxus), des bosquets de Chêne pubescent (Quercus pubescens), quelques anciens vergers d'amandiers ou de mûriers disséminés. Il recèle des espèces rares et protégées comme l'Alysse à gros fruits (Hormathophylla macrocarpa). "Prairies calcaires subatlantiques très sèches", "pelouses méditerranéennes xériques" et "formations riveraines de Saules" sont trois des cinq habitats déterminants de la ZNIEFF (les deux autres étant les "grottes" et les "lits de graviers méditerranéens").
Le tout offre des habitats de type méditerranéen très variés et une diversité des plus propices à de nombreuses espèces animales menacées.

## Faune

### Mammifères
- Castor d'Europe

Quatre espèces de chauve-souris :
- Oreillard gris (Plecotus austriacus)
- Petit rhinolophe (Rhinolophus hipposideros, une chauve-souris)
- Rhinolophe euryale (Rhinolophus euryale, une chauve-souris)
- Vespère de Savi (Hypsugo savii)

### Oiseaux
Site de nidification d'espèces rares protégées : Martin-pêcheur d'Europe, Pipit rousseline, Bruant ortolan, Faucon hobereau, Hirondelle de rochers, Pie grièche méridionale, Pie-grièche à tête rousse, Alouette lulu, Bruant proyer,  Milan noir, Merle bleu, Fauvette orphée, Huppe fasciée.
La Perdrix rouge est encore présente mais sa population semble régresser.

### Reptiles et Amphibiens
On note la présence du Lézard ocellé (Lacerta lepida) et du Pélodyte ponctué (Pelodytes punctatus).